# Мътеница (село)
Вижте пояснителната страница за други значения на Мътеница.
Мътеница е село в Южна България. То се намира в община Хисаря, област Пловдив.

## География
Село Мътеница се намира в планински район.

## История
Старото име е село „Айрене“, обитавано от предимно турско военизирано население, което се изселва след 1878 г. Днес е населено от българи от съседните села Старосел, Паничери, Веригово (днес квартал на гр. Хисаря), Момина баня (дн. кв. на град Хисаря).

## Културни и природни забележителности
Светилище „Свети Иван“.
1. ↑  www.grao.bg